# Guillermo Garlatti
Guillermo José Garlatti (n. Forgaria nel Friuli, Italia, 12 de julio de 1940) es un sacerdote católico italiano radicado en la Argentina, que fue obispo de San Rafael y fue arzobispo de Bahía Blanca.

## Biografía
Radicado desde niño en la Argentina, ingresó al seminario de la ciudad de La Plata. Realizó estudios de teología en la Universidad Católica Argentina, en Roma y en Jerusalén y se especializó en pedagogía y en exégesis de la Biblia. Fue ordenado sacerdote de la parroquia San Cayetano de la el 5 de julio de 1964. Fue profesor de teología del seminario de La Plata, del que fue también prefecto moderador y rector. Fue párroco de una iglesia de esa ciudad, y llevó adelante una actividad intensa en relación con movimientos laicales.
El 27 de agosto de 1994, el papa Juan Pablo II lo nombró obispo titular in partibus infidelium de Aquae Regiae y obispo auxiliar de la arquidiócesis de La Plata. El arzobispo de esta sede, Carlos Galán, lo consagró obispo el 30 de noviembre de ese año.
Fue nombrado obispo de San Rafael, en la provincia de Mendoza, el 20 de febrero de 1997, asumiendo el cargo el siguiente 8 de mayo. Garlatti fue presidente de la Comisión de Ecumenismo, Relaciones con el Judaísmo y Otras Religiones, y miembro de la comisión de Fe y Cultura de la Conferencia Episcopal Argentina.
Su misión principal en San Rafael era solucionar una crisis con respecto al Instituto del Verbo Encarnado, un movimiento clerical ultraconservador. Pese a que, con apoyo del episcopado argentino, en el año 2000 logró la expulsión del Instituto de la Argentina y el cierre de su seminario, la congregación desoyó las órdenes de los obispos y se instaló en la ciudad de Mendoza. Por iniciativa del cardenal Angelo Sodano, la Santa Sede desautorizó a los obispos argentinos y ordenó la reinstalación de la orden en San Rafael.
El 11 de marzo de 2003, Juan Pablo II lo nombró arzobispo de Bahía Blanca. Asumió el cargo dos meses más tarde. Durante su gestión creó la Fazenda de la Esperanza en Carhué; se trata de una institución dedicada a la recuperación personal y social de los jóvenes adictos a drogas.
El 18 de junio de 2014 fue procesado en una causa ligada a la investigación de crímenes de lesa humanidad; Garlatti se habría negado a aportar en tiempo y forma documentación que hubiera permitido hallar a un ex capellán militar, por lo que fue procesado bajo la acusación de desobediencia y encubrimiento. El procesamiento fue revocado en febrero del año siguiente.
Renunció a su cargo de arzobispo al cumplir los 75 años de edad, y en julio de 2017 se anunció que el papa Francisco había decidido que fuera sucedido por su arzobispo coadjutor, Fray Carlos Alfonso Azpiroz Costa, de la Orden de Predicadores.